# Pompa zeolitowa
Pompa zeolitowa – rodzaj pompy próżniowej, w której czynnikiem pompującym są zeolity (sita molekularne). Pompy zeolitowe mogą być uważane za rodzaj pomp molekularnych, umożliwiających uzyskanie "czystych próżni" do ciśnienia 10-3 Tr. Ich zaletą w stosunku do pomp olejowych czy dyfuzyjnych, jest brak zanieczyszczeń w postaci pary rtęci czy oleju. 
Pompa zeolitowa ma postać naczynia wypełnionego zeolitem, które jest umieszczone w ciekłym azocie. Gdy zeolit wyczerpie się - pochłonie maksymalną możliwą ilość gazów - może być zregenerowany poprzez podgrzanie w próżni lub atmosferze. Następuje wówczas uwolnienie gazów i zeolit znów nadaje się do pracy. Pompy tego typu są stosowane obecnie rzadko.